# 恋人たちの100の偽り
「恋人たちの100の偽り」（こいびとたちのひゃくのいつわり）は、1977年12月に発売された、太田裕美の10枚目のシングルである。

## 解説
- 編曲は萩田光雄だが、多くのベストアルバムで編曲者が「筒美京平」と誤記されている。
- 1999年に発売された25周年記念CD-BOX『太田裕美の軌跡』に、この曲の別バージョン（発売されたシングルと同じく、作詞・松本隆、作曲・筒美京平、編曲・萩田光雄）が収録されている。詞の内容はシングルと類似しているが、曲調はカントリー風で、シングルとは全く異なっている。当初はこのバージョンをシングルとして発売する予定であったが、差し替えが行われた。[2]

## 収録曲
A面
1. 恋人たちの100の偽り（4分00秒）
  - 作詞:松本隆／作曲:筒美京平／編曲:萩田光雄

B面
1. 四季絵巻（3分56秒）
  - 作詞:松本隆／作曲:筒美京平／編曲:萩田光雄